# Akrylnitril
Akrylnitril är en organisk förening som består av en vinylgrupp och en nitrilgrupp. Den har kemisk formel C2H3CN.

## Framställning
Akrylnitril framställs industriellt av propen (C3H6) och ammoniak (NH3).
{\displaystyle {\rm {2\ C_{3}H_{6}+2\ NH_{3}+3\ O_{2}\rightarrow 2\ C_{2}H_{3}CN+6\ H_{2}O}}}
Även acetonitril bildas i samma process.

## Användning
Akrylnitril används huvudsakligen för att tillverka polymeren polyakrylnitril som används i akrylfibrer och kanekalon. Det används också för tillverkning av akrylamid och akrylsyra.